# 中村繪里子 キラとき☆
中村繪里子 キラとき☆（なかむらえりこ キラとき☆）とは、2016年1月6日から2018年12月25日まで中村繪里子をパーソナリティとするコミュニティ放送向けにミュージックバードより配信されていた番組である。
放送時間は番組開始時は毎週水曜20:30 - 20:55、2017年4月より最終回までは毎週火曜の24:30 - 25:00に放送されていた。

## 聴取方法
ミュージックバードより配信を受けているコミュニティFM及びサイマルラジオなどインターネットサイマル放送により聴取可能である。公開録音は基本的に有料で行っていたが、2016年2月4日開催の長野県北佐久郡立科町の公開録音のように地元コミュニティ放送及び自治体とのタイアップにより少人数で無料開催となるケースもあった。

## ネット局
放送時間の早い順・放送期間の早い順に記載。なお、一部の局では曜日が変更となっているケースがある。2017年1月25日ミュージックバード配信分については、中村繪里子がインフルエンザで病休となったため、男性スタッフが代役で収録した。
| 放送時間              | 放送局               | 地上波放送地域   | 放送期間        | インターネットサイマル配信 | 備考                               |
| --------------------- | -------------------- | ---------------- | --------------- | -------------------------- | ---------------------------------- |
| 毎週火曜24:30~25:00   | fmさくだいら         | 長野県佐久市     | 2016年1月6日 -  | SR・FT                     | 市議会中継により中止・時間変更あり |
|                       | FMゆきぐに           | 新潟県南魚沼市   |                 |                            |                                    |
|                       | FM-J                 | 新潟県上越市     |                 |                            |                                    |
|                       | FMピッカラ           | 新潟県柏崎市     |                 |                            |                                    |
|                       | Radio AGATT          | 新潟県新発田市   |                 |                            |                                    |
|                       | エルシーブイFM       | 長野県諏訪市     |                 |                            |                                    |
|                       | 調布fm               | 東京都調布市     |                 |                            |                                    |
|                       | FMねむろ             | 北海道根室市     |                 |                            |                                    |
|                       | エフエムNCV          | 山形県米沢市     |                 |                            |                                    |
|                       | エフエムい～じゃん   | 山形県長井市     |                 |                            |                                    |
|                       | FM765                | 秋田県秋田市     |                 |                            |                                    |
|                       | 鹿角きりたんぽFM     | 秋田県鹿角市     |                 |                            |                                    |
|                       | FMはなび             | 秋田県大仙市     |                 |                            |                                    |
|                       | みやこハーバーラジオ | 岩手県宮古市     |                 |                            |                                    |
|                       | カシオペアFM         | 岩手県二戸市     |                 |                            |                                    |
|                       | FM POCO              | 福島県福島市     |                 |                            |                                    |
|                       | FM愛's               | 福島県会津若松市 |                 |                            |                                    |
|                       | 喜多方シティエフエム | 福島県喜多方市   |                 |                            |                                    |
|                       | FMだいご             | 茨城県大子町     |                 |                            |                                    |
|                       | たかはぎFM           | 茨城県高萩市     |                 |                            |                                    |
|                       | いせさきFM           | 群馬県伊勢崎市   |                 |                            |                                    |
|                       | FMたちかわ           | 東京都立川市     |                 |                            |                                    |
|                       | FMブルー湘南         | 神奈川県横須賀市 |                 |                            |                                    |
|                       |                      |                  |                 |                            |                                    |
|                       |                      |                  |                 |                            |                                    |
|                       |                      |                  |                 |                            |                                    |
|                       |                      |                  |                 |                            |                                    |
|                       |                      |                  |                 |                            |                                    |
| 毎週金曜24:00 - 24:30 | City FM              | 富山県富山市     | 2016年1月8日 -  | SJ                         |                                    |
| 毎週日曜19:00-19:25   | FMチャッピー         | 埼玉県入間市     | 2016年1月10日 - |                            |                                    |

※インターネットサイマル配信凡例 
| 記号欄の凡例 | 記号欄の凡例                                             |
| ------------ | -------------------------------------------------------- |
| SR           | SimulRadioでサイマル配信している局                       |
| SJ           | JCBAインターネットサイマルラジオでサイマル配信している局 |
| SP           | FM++でサイマル配信している局                             |
| FT           | FM聴でサイマル配信している局                             |
| TR           | TuneIn Radioでサイマル配信している局                     |
| LR           | ListenRadio（リスラジ）でサイマル配信、再送信している局  |
| SD           | 放送局独自でサイマル配信を実施している局                 |

## コーナー
コーナーは中村繪里子の思いつきで増えるが、基本コーナーは「キラとき・ミュージック」- パーソナリティがキラキラときめく音楽を選んで紹介するコーナー、「ひとりごと」- 中村が独り言をつぶやくか読みたいメールを適当に読むコーナー